# پتسی ردی
پتسی ردی (انگلیسی: Patsy Reddy؛ زادهٔ ۱۷ مهٔ ۱۹۵۴) یک وکیل و تاجر نیوزیلندی است که به عنوان بیست و یکمین و فرماندار کل فعلی نیوزیلند مشغول به کار است. او از سال ۲۰۱۶ در این سمت کار می‌کند.
ردی قبل از اینکه به سمت استاندار کل شریک شود، شریک یک شرکت حقوقی، رئیس یک بازبینی عمده در آژانس‌های اطلاعاتی بود و چندین سمت مدیریت و ریاست کمیسیون فیلم نیوزلند را بر عهده داشت و به عنوان مذاکره کننده اصلی شهرک‌های پیمان وایتانگی کار می‌کرد. نخست‌وزیر جان کی وی را برای جانشینی جرمیا ماتپارای به عنوان نماینده ملکه توصیه کرد. ردی در ۲۸ سپتامبر ۲۰۱۶ سوگند یاد کرد.